# Hymenolobium heterocarpum
Hymenolobium heterocarpum är en ärtväxtart som beskrevs av Adolpho Ducke. Hymenolobium heterocarpum ingår i släktet Hymenolobium och familjen ärtväxter. Inga underarter finns listade i Catalogue of Life.